# Nance (Jura)
Nance település Franciaországban, Jura megyében. Lakosainak száma 538 fő (2022. január 1.). Nance Chapelle-Voland, Bletterans, Cosges és Relans községekkel határos.

## Népesség
A település népességének változása:
| Lakosok száma | 247  | 330  | 395  | 462  | 492  | 504  | 519  | 525  | 526  | 538  |
|               | 1968 | 1982 | 1990 | 2006 | 2013 | 2015 | 2017 | 2019 | 2020 | 2022 |